# Undead Labs
Undead Labs is een Amerikaans computerspelontwikkelaar gevestigd in Seattle, Washington. Het bedrijf werd in 2009 opgericht.
Tijdens de E3 van 2018 maakte Microsoft bekend dat het Playground Games had gekocht. Derhalve maakt Playground Games sindsdien onderdeel uit van Xbox Game Studios.

## Ontwikkelde spellen
| Release | Titel                                | Platform                       |
| ------- | ------------------------------------ | ------------------------------ |
| 2013    | State of Decay                       | Windows, Xbox 360, Xbox One    |
| 2018    | State of Decay 2                     | Windows, Xbox One              |
| 2020    | State of Decay 2: Juggernaut Edition | Windows, Xbox One              |
| 2021    | Halo: Infinite - Multiplayer         | Windows, Xbox One, Xbox Series |